# Chutes de Makahiku
La  chute de Makahiku (Makahiku Falls) est une chute d’eau de 61 mètres de hauteur, située sur l’île de Maui à Hawaii.

## Description

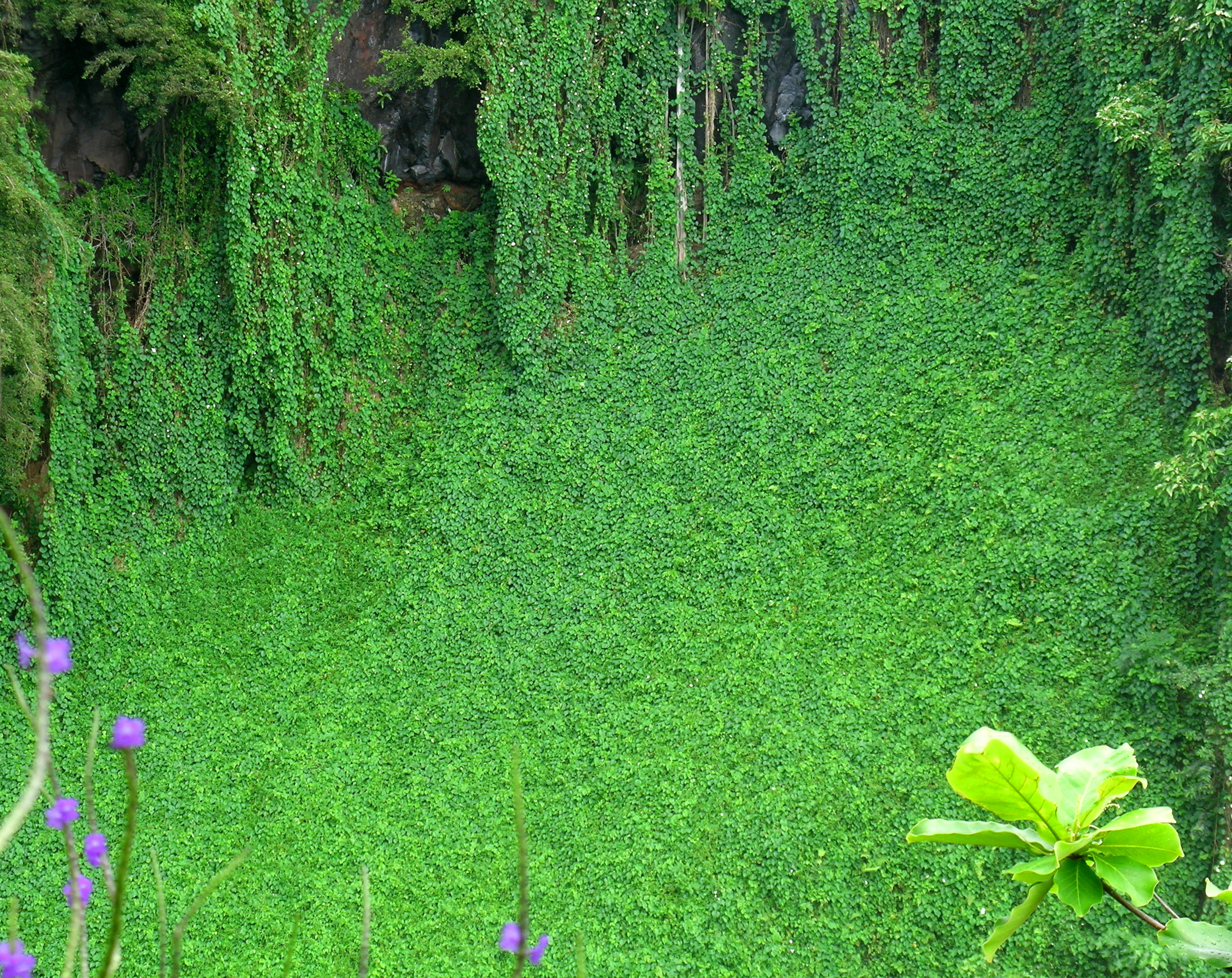
Tenture végétale constituée d’une plante grimpante tapissant la roche, sur le bord de la chute de Makahiku.

Ce site paysager est un des lieux touristiques du parc national de Haleakalā.
L’eau s’écoule ensuite vers  le Ohe’o Gulch.
Le site est accessible par un chemin dit Pipiwai Trail,.